# Diversinervus stramineus
Diversinervus stramineus är en stekelart som beskrevs av Compere 1938. Diversinervus stramineus ingår i släktet Diversinervus och familjen sköldlussteklar.
Artens utbredningsområde är Kenya. Inga underarter finns listade i Catalogue of Life.